# Alessandro Duroni
Alessandro Duroni, né à Canzo dans le province de Côme le 31 mai 1807 et mort le 9 septembre 1870 à Milan, est un photographe italien, actif à Milan.

## Biographie
Alessandro Duroni gère en 1837 un magasin d'optique à Milan, au n° 27 de la Galleria De Cristoforis (it), où il vend du matériel de chimie, d'optique, de physique et de mathématiques. En août 1839, il est à Paris où il s'intéresse à la nouvelle technique de la photographie présentée par Louis Daguerre ; il est de retour à Milan au début du mois de novembre 1839 ; il rapporte avec lui le matériel de daguerréotypie ainsi qu'un daguerréotype représentant le Louvre réalisé par Daguerre et Alphonse Giroux, qu'il expose le 11 novembre dans le cloître de Santa Maria dei Servi ; il réalise des daguerréotypes, dont deux vues de la cathédrale de Milan,.
En 1842, Duroni aménage une partie de son atelier pour réaliser des reproductions de daguerréotypes. En 1845 il publie le Traité pratique de photographie de Marc Antoine Gaudin, traduit en italien par Carlo Jest,. En 1853, il perfectionne le système de Daguerre en mettant au point le « nietodo positivo-negativo » pour transformer la plaque du daguerréotype en une matrice encrable et donc reproductible ; puis, suivant les évolutions techniques du procédé photographique, il passe à la technique du collodion.
Il est surtout connu pour ses portraits de Giuseppe Garibaldi et d'autres acteurs du Risorgimento italien, ainsi que du roi Victor-Emmanuel II : une de ses photographies du roi présentée à l'exposition de Florence en 1861 lui vaut une médaille et le titre de "Fotografo di S. M. il Re" lui est décerné. Duroni devient un portraitiste reconnu, qui photographe les membres de l'aristocratie et de la haute bourgeoisie milanaises
En 1865 il contribue à fonder à Milan avec Ignazio Porro l'Istituto Tecnomatico Italiano, premier atelier national de construction d'instruments de précision.
Il transfère son studio photographique au n° 13 du Corso Vittorio Emanuele et le vend en 1867 à Icilio Calzolari.
Alessandro Duroni meurt à Milan le 9 septembre 1870.

## Livres de photographies
- Album di ventiquattro stupendi arazzi eseguiti sopra disegni di Giulio Romano e Davide Teniers giá appartenenti al Conte Giuseppe Archinto Milanese ed ora posseduti da Pietro Cattaneo (préface Massimo Fabi), Milan, Manini, 1861 : album de 24 photographies.

## Collections
- Musée Nicéphore-Niépce, Chalon-sur-Saône
- Museo nazionale Alinari della fotografia, Florence
- Civico Archivio Fotografico, Château des Sforza, Milan[7].
- Civici musei di storia ed arte, Trieste[8].

## Expositions
- 30 mai - 13 juillet 2003 : L' Italia d'argento : 1839/1859 storia del dagherrotipo in Italia, salle d'armes du Palazzo Vecchio, Florence

puis : 26 septembre - 16 novembre 2003 : Palazzo Poli, Rome.
- 10 novembre 2004 - 6 mars 2005 : Vu d'Italie 1841-1941 : la photographie italienne dans les collections du Musée Alinari, Pavillon des arts, Paris[10].

## Galerie

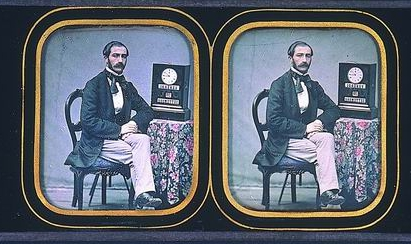
Portrait de l'éditeur turinois Carlo Soleil avec son horloge de table, daguerréotype, 1855.
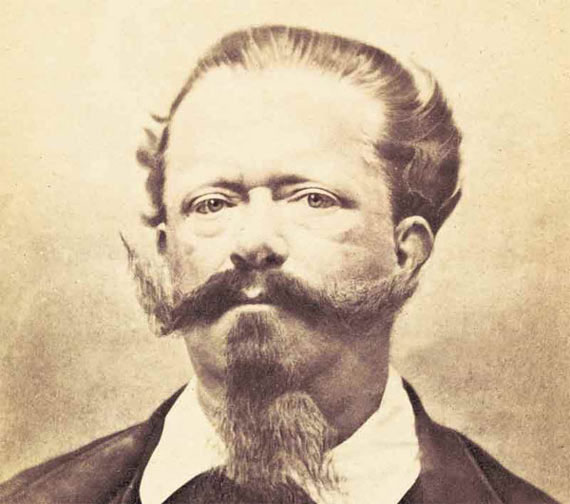
Portrait de Victor-Emmanuel II, vers 1859.
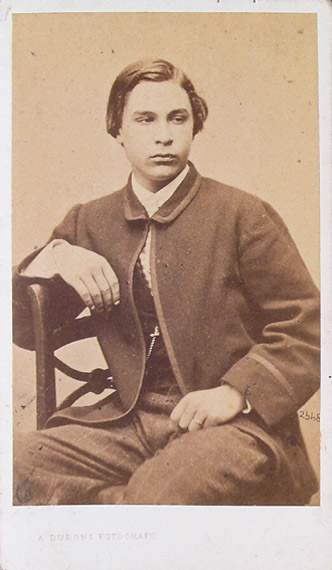
Portrait de Ricciotti Garibaldi, fils de Garibaldi.
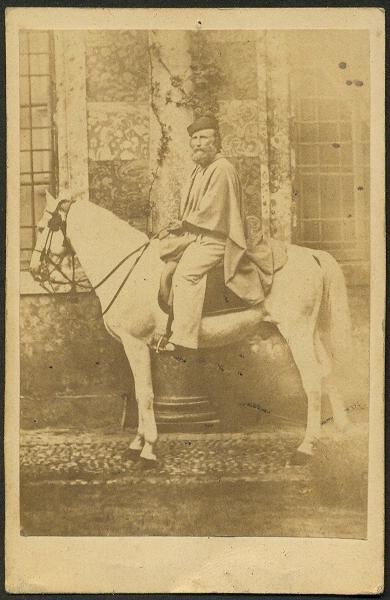
Giuseppe Garibaldi à Crémone, avril 1862.
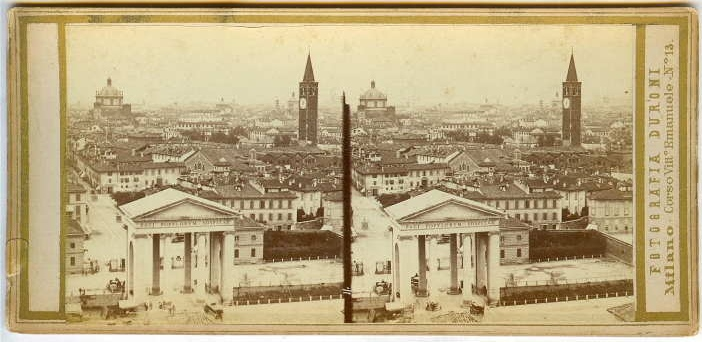
La porte Ticinese, à Milan, 1869.